# John Buttigieg
John Buttigieg (ur. 5 października 1963 w Sliemie) – piłkarz maltański grający na pozycji środkowego obrońcy. W swojej karierze rozegrał 97 meczów w reprezentacji Malty i strzelił w nich 1 gola.

## Kariera klubowa
Karierę piłkarską Buttigieg rozpoczynał w klubie Sliema Wanderers. W 1981 roku awansował do kadry pierwszej drużyny i wtedy też zadebiutował w niej w maltańskiej Premier League. W Sliemie występował do 1988 roku. Wraz ze Sliemą wywalczył mistrzostwo Malty w sezonie 1988/1989 i dwa wicemistrzostwa w sezonach 1981/1982 i 1987/1988.
W 1988 roku Buttigieg wyjechał do Anglii i został zawodnikiem klubu Brentford. W sezonach 1988/1989 i 1989/1990 grał z nim w Division Three. Natomiast w sezonie 1990/1991 był zawodnikiem Swindon Town z Division Two, w którym spędził rok.
W 1991 roku Buttigieg wrócił na Maltę i został piłkarzem Floriany. W sezonie 1992/1993 wywalczył z nią mistrzostwo kraju, a w sezonie 1993/1994 - wicemistrzostwo. Zdobył też dwukrotnie Puchar Malty (1992 i 1994).
W 1999 roku Buttigieg odszedł z Floriany do Valletty FC. W sezonie 2000/2001 wywalczył z Vallettą dublet - mistrzostwo i puchar kraju, a także superpuchar. W 2002 roku zakończył w tym klubie karierę sportową.
| Sezon   | Klub             | Kraj   | Rozgrywki      | Mecze | Bramki |
| ------- | ---------------- | ------ | -------------- | ----- | ------ |
| 1981/82 | Sliema Wanderers | Malta  | Premier League | 12    | 0      |
| 1982/83 | Sliema Wanderers | Malta  | Premier League | 13    | 0      |
| 1983/84 | Sliema Wanderers | Malta  | Premier League | 0     | 0      |
| 1984/85 | Sliema Wanderers | Malta  | Premier League | 13    | 0      |
| 1985/86 | Sliema Wanderers | Malta  | Premier League | 11    | 2      |
| 1986/87 | Sliema Wanderers | Malta  | Premier League | 12    | 2      |
| 1987/88 | Sliema Wanderers | Malta  | Premier League | 13    | 1      |
| 1988/89 | Sliema Wanderers | Malta  | Premier League | 1     | 0      |
| 1988/89 | Brentford        | Anglia | Division Three | 18    | 0      |
| 1989/90 | Brentford        | Anglia | Division Three | 22    | 0      |
| 1990/91 | Swindon Town     | Anglia | Division Two   | 3     | 0      |
| 1991/92 | Floriana FC      | Malta  | Premier League | 17    | 1      |
| 1992/93 | Floriana FC      | Malta  | Premier League | 16    | 1      |
| 1993/94 | Floriana FC      | Malta  | Premier League | 17    | 1      |
| 1994/95 | Floriana FC      | Malta  | Premier League | 17    | 2      |
| 1995/96 | Floriana FC      | Malta  | Premier League | 16    | 0      |
| 1996/97 | Floriana FC      | Malta  | Premier League | 23    | 0      |
| 1997/98 | Floriana FC      | Malta  | Premier League | 26    | 2      |
| 1998/99 | Floriana FC      | Malta  | Premier League | 23    | 1      |
| 1999/00 | Valletta FC      | Malta  | Premier League | 24    | 2      |
| 2000/01 | Valletta FC      | Malta  | Premier League | 21    | 1      |
| 2001/02 | Valletta FC      | Malta  | Premier League | 14    | 1      |

## Kariera reprezentacyjna
W reprezentacji Malty Buttigieg zadebiutował 23 maja 1984 roku w przegranym 0:4 meczu eliminacji do MŚ 1986 ze Szwecją, rozegranym w Norrköping. W swojej karierze grał też między innymi w: eliminacjach do Euro 88, MŚ 1990, Euro 92, MŚ 1994, Euro 96 i Euro 2000. Od 1984 do 2000 roku rozegrał w kadrze narodowej 97 meczów i strzelił w nich 1 gola.

## Kariera trenerska
Po zakończeniu kariery piłkarskiej Buttigieg został trenerem. W latach 2007–2009 prowadził klub Birkirkara FC. W 2009 roku został zatrudniony na stanowisku selekcjonera reprezentacji Malty. Pracował na nim do października 2011 roku.